# Івана Хілкова
Івана Хілкова (чеськ. Ivana Chýlková; нар. 27 вересня 1963, Фрідек-Містек, Чехословаччина) — чеська акторка театру і кіно.
Навчалась у консерваторії в Остраві, а потім на театральному факультеті Празької академії виконавських мистецтв. У 1988—1991 роках працювала в театрі в Усті-над-Лабем, а згодом у празьких театрах «Na zábradlí» та «Činoherní klub».

## Вибіркова фільмографія
- Спадщина, або блін, хлопці, гутентаг (1992)
- Подяка за кожен новий ранок (1994)
- Гном (2005)